# الزعيمة (مسلسل)
الزعيمة مسلسل مغربي إنتاج القناة الثانية المغربية سنة 2019. من بطولة: مريم الزعيمي، السعدية لديب، إدريس الروخ، عبد الله ديدان، محسن مالزي، عادل أبوتراب، فدوى الطالب، نعيمة المشرقي، يونس ميكري، أمين الناجي، وآخرون.

## القصة
مسلسل درامي يغوص في أعماق عالم السياسة ويكشف عن خباياه، كما يركز على العنصر الأنثوي كعنصر فاعل في الحياة السياسية من خلال دور البطولة لمريم الزعيمي، التي تلعب دور مناضلة سياسية، نعيش معها معاناتها اليومية لتفرض نفسها في الساحة السياسية وكذلك كيف توفق بين حياتها المهنية والسياسية.